# Hokota (Ibaraki)
 Hokota (鉾田市  Hokota-shi?) es una ciudad  situada en la Prefectura de Ibaraki en Japón. La ciudad se encuentra localizad a unos 80 km de la metrópoli de Tokio.
A 1 de diciembre de 2013 la ciudad tenía una de población de 48.343 habitantes y  una densidad poblacional de 232 personas por km².  La superficie total es de 208,18 km².

## Creación de la ciudad
La ciudad de Hokota fue creada el 11 de octubre de 2005, de la fusión de la población de Hokota (鉾田町 Hokota-machi) con las villas de Asahi (旭村 Asahi-mura)  y Taiyō  (大洋村 Taiyō-mura) del Distrito de Kashima (鹿島郡 Kashima-gun); el distrito referido anteriormente se disolvió en la misma fecha.

## Geografía
La ciudad se encuentra ubicada al este de la Prefectura de Ibaraki, y se localiza entre el Océano Pacífico al este y el Lago Kitaura (Kasumigaura) al oeste.
Su territorio limita al sur con Kashima; al suroeste con Namegata; al oeste con Omitama; al norte con Ibaraki y Ōarai.
Entre los sitos para visitar, destacan  las playas en el Océano Pacífico, el lago Kitaura y su santuario Hoko (鉾神社 Hoko Jinja).

## Transporte
Por la Ruta Nacional 51 al norte, se comunica con la capital de la prefectura, la ciudad de Mito; tomando esa misma ruta al sur, se comunica con Kashima e Itako.
Cruzando el lago Kitaura (Kasumigaura), por el puente Rokko de la Ruta Nacional 354,  se comunica con la ciudad de Namegata, y continuando por esa ruta y tomando el puente Kasumigaura sobre el lago Nishiura (Kasumigaura), se comunica con las ciudades de Kasumigaura, Tsuchiura y Tsukuba, entre otras.

## Galería de imágenes

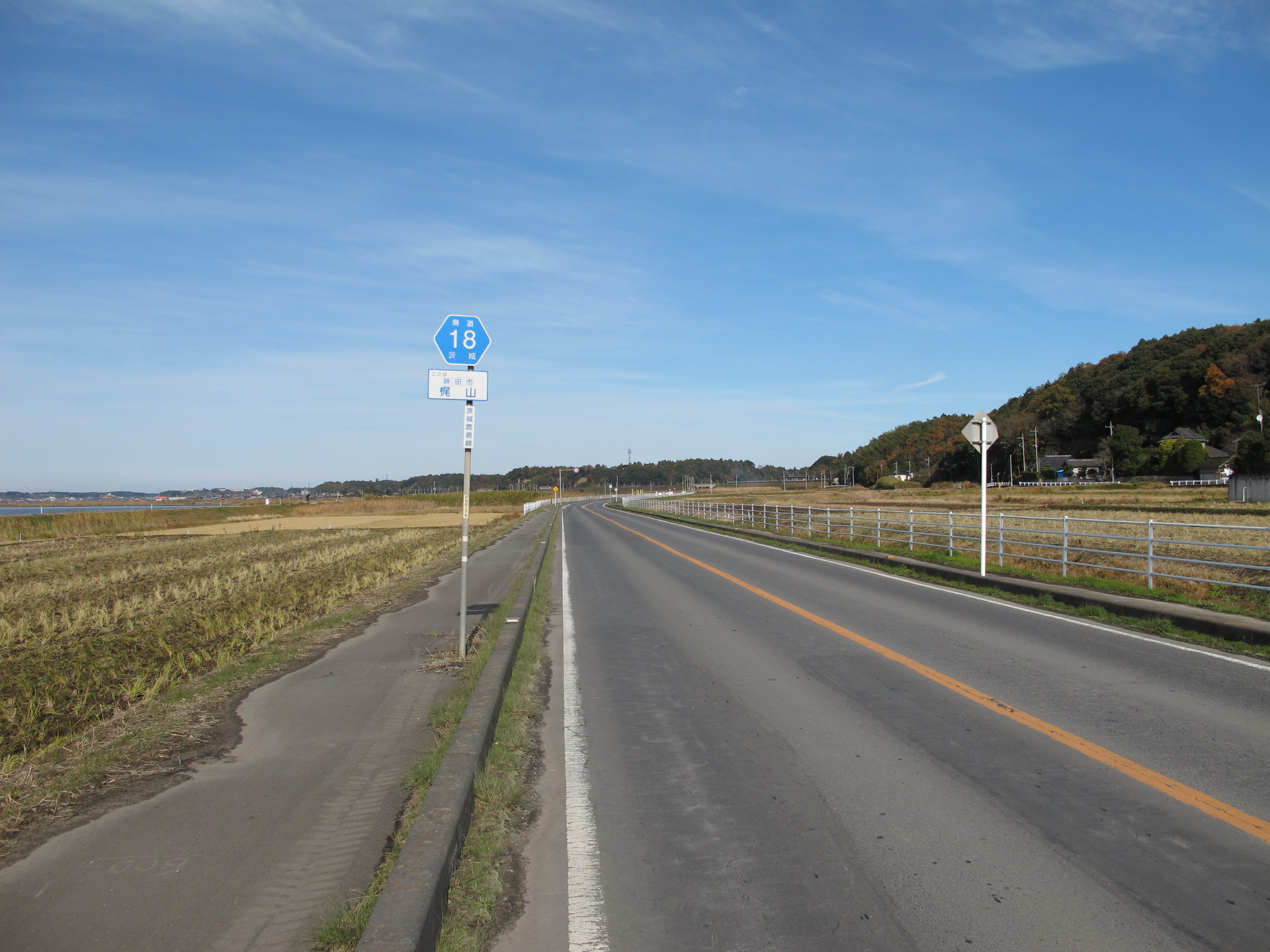
Ruta Prefectural 18 en Kajiyama, comunica a Hokota y a Kashima, paralela al lago Kitaura.
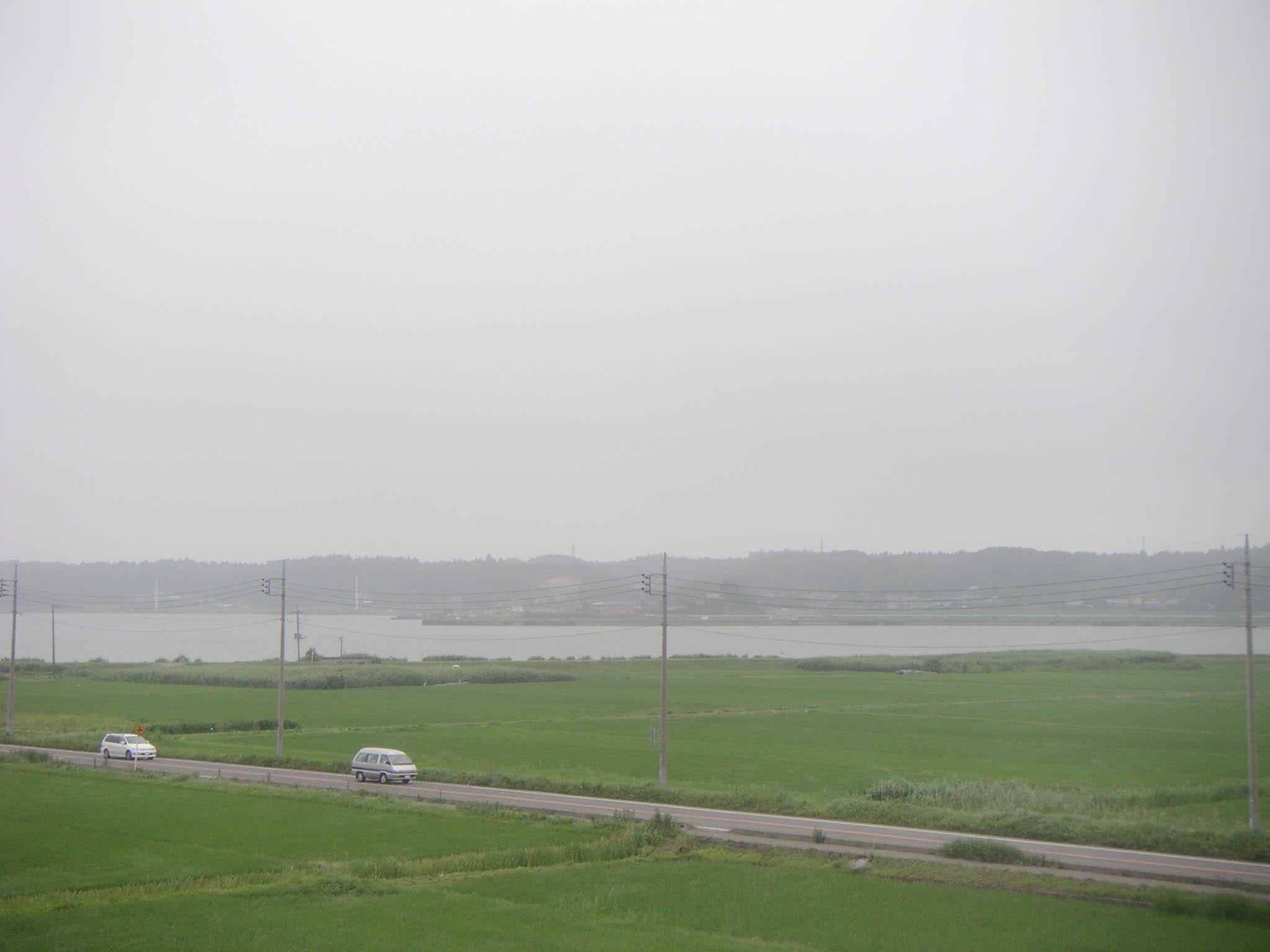
Lago Kitaura (Kasumigaura).
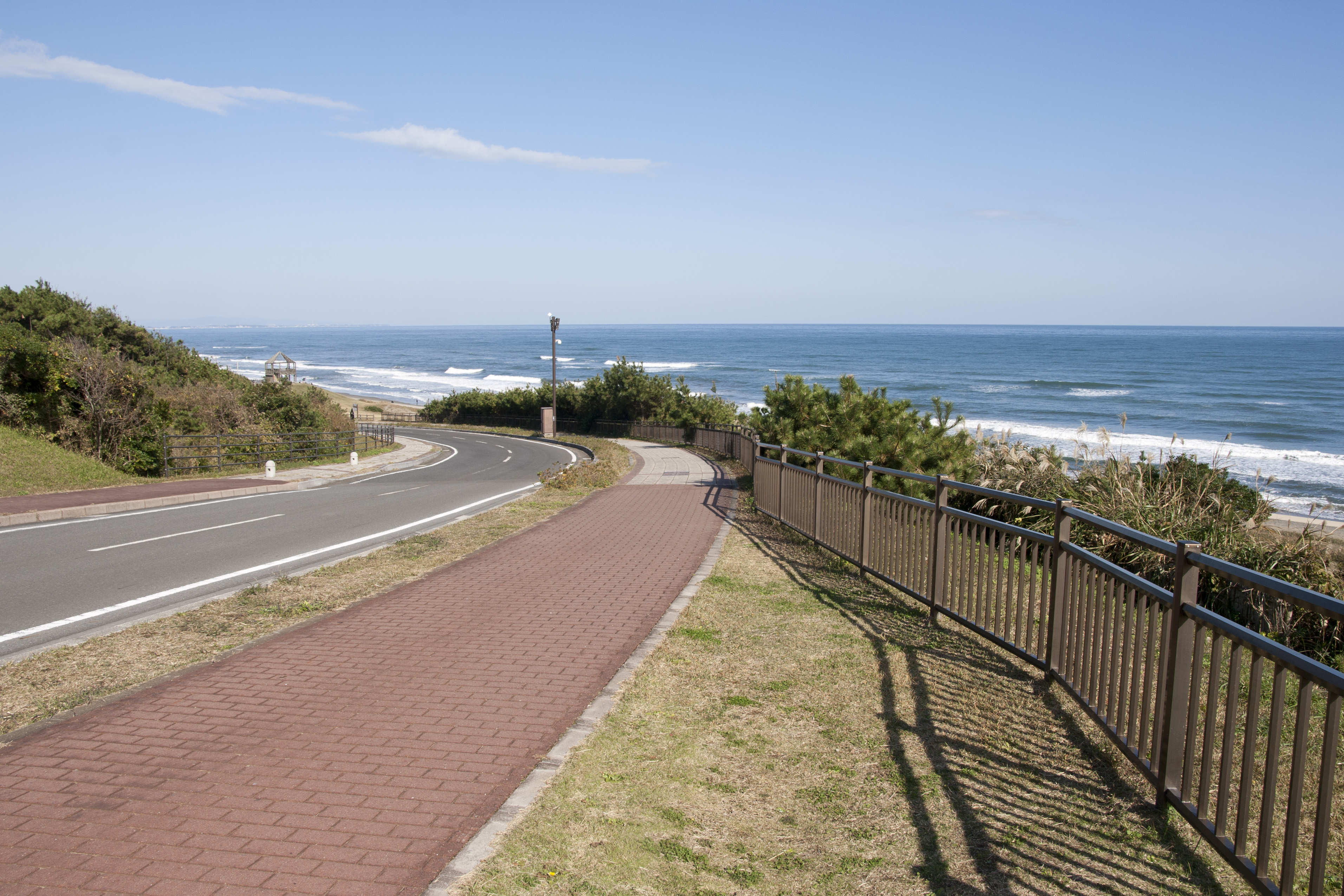
Costa O-take en Hokota.
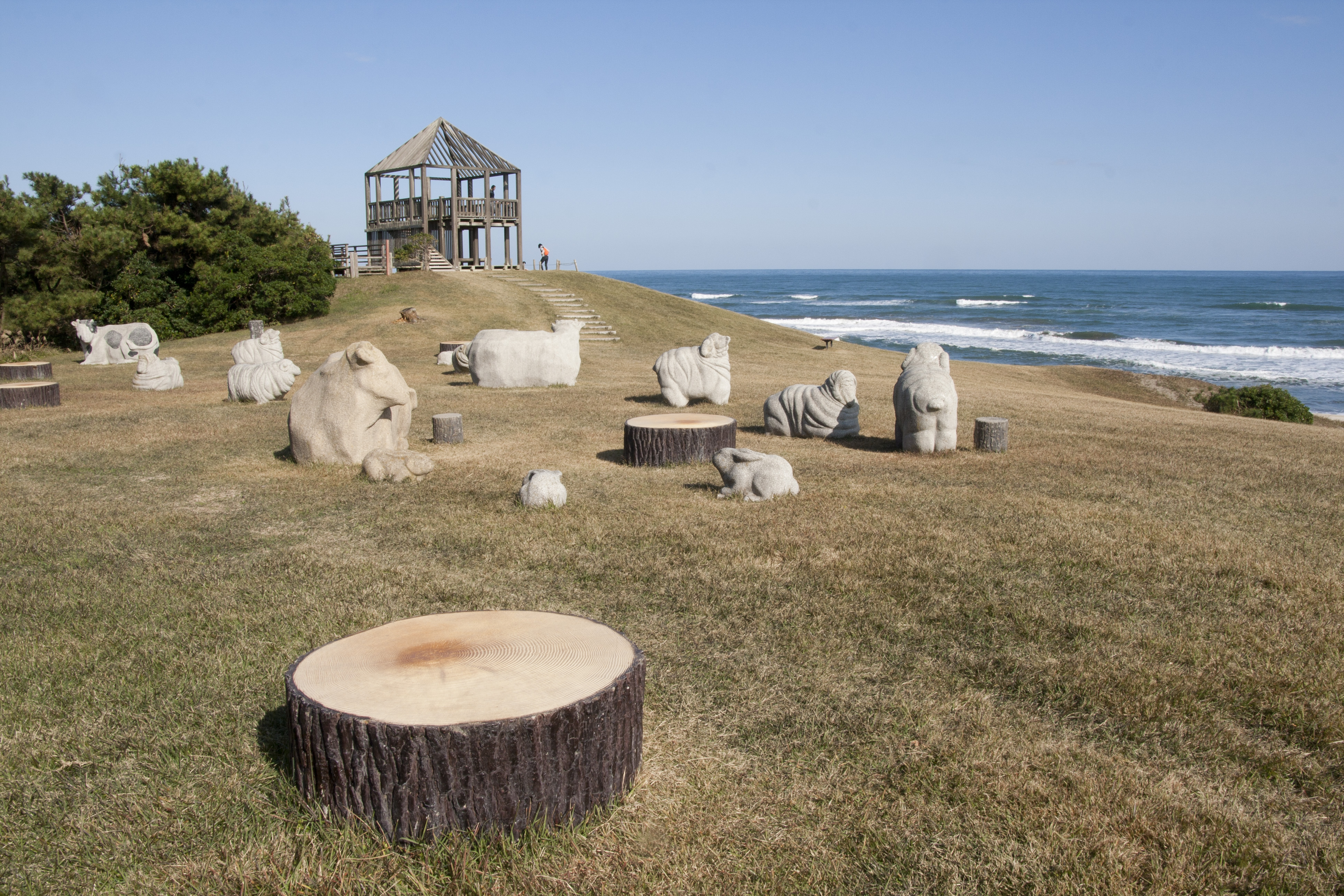
Parque playa Kashima-nada, costa O-take.